# Приключения маленькой деревянной лошадки
«Приключения маленькой деревянной лошадки» ― детский роман английской писательницы Урсулы Морей Уильямс, опубликованный издателем Джорджем Г. Харрапом в 1938 году с иллюстрациями Джойс Ланкестер Брисли. Ранние издания романа были проиллюстрированы художником Брисли. Над более поздними изданиями работали иллюстраторы Пегги Фортнум и Пола Ховарда. Последний раз книга была опубликована в 2011 году издательством «Macmillan Publishers», которое также включило его в серию «Kingfisher Modern Classics».

## Сюжет
В книге 19 глав. Маленькая деревянная лошадка — это игрушка, которую дядя Питер смастерил для продажи. Но у лошадки единственное желание — остаться со своим создателем и служить ему. Но дядя Питер вынужден был уйти из игрушечного бизнеса, так-как не смог выдержать конкуренцию из-за наличия более дешевых игрушек массового производства. Мастер заболевает и у него даже нет денег на лекарства.
Маленькая деревянная лошадка отправляется в дорогу, чтобы заработать деньги для своего мастера. Маленькая деревянная лошадка вынуждена преодолевать большие расстояния, зарабатывать и терять свое состояние в каждой из глав. В конце концов, лошадке удалось заработать хорошие деньги. Но вернувшись домой, обнаруживает, что её создатель, дядя Питер, куда-то исчез. В конце концов, они воссоединяются благодаря случайной и очень эмоциональной встрече.